# Белох, Карл Юлиус
Карл Юлиус Бе́лох (нем. Karl Julius Beloch; 21 января 1854 г., Силезия — 1 февраля 1929 г., Рим) — немецкий историк, антиковед. Профессор Римского университета. Главный труд — «Греческая история».

## Биография
Родился в дворянской семье.
В 1870 году отправлен в Италию из-за проблем с лёгкими; обучался в университетах Палермо и Рима.
В 1875 году защитил первую диссертацию в Гейдельберге, в 1877 году — вторую в Риме.
В 1879 году стал экстраординарным профессором древней истории Римского университета; среди его слушателей был будущий папа римский Пий XII.
Занимался историей античного Рима и, главным образом, Греции.
Отличительной чертой Белоха как историка было скептическое отношение к традиционным источникам.
Уделяя особое внимание демографии и социально-экономическому развитию, он был пионером применения к древней истории статистических методов.
Многие историки оспаривали его выводы, так как статистические материалы, сохранившиеся от древности, отрывочны и часто малодостоверны.
Его также обвиняли в субъективности многих построений.
Прямой конфликт с Т. Моммзеном сделал невозможной для Белоха карьеру в Германии.
Когда Э. Мейер переходил из Бреслау в Галле в 1889 году, он хотел передать кафедру Белоху, но из этого ничего не получилось.
Лишь в 1912 году Белоху удалось получить кафедру в Лейпциге, но на следующий год он вынужден был вернуться в Рим, на этот раз из-за проблем со здоровьем жены.
Таким образом, большую часть жизни он провел в Италии.
Дочь Маргарита Пьяццолла Белох (1879—1976) — математик.
Профессор Э. Д. Фролов отмечает склонность Белоха к рискованным датировкам и реконструкциям.
Как отмечает И. Суриков, его взгляды «нужно рассматривать в историческом контексте их формирования: немецкие антиковеды второй половины XIX — начала XX в. до н. э. всячески приветствовали установление гегемонии Филиппа над Элладой, негативно относились к демократическим Афинам времен Демосфена („республике адвокатов“), и это было во многом обусловлено политическими причинами: объединением Германии Вильгельмом I и Бисмарком (в данной системе воззрений Пруссия ассоциировалась с Македонией и т. п.)».

## «Греческая история»
Главный труд К. Ю. Белоха — многотомник «Греческая история».
Первая часть вышла в Риме по-итальянски в 1891 году.
В 1893 году первый том вышел в Страсбурге на немецком языке (Griechische Geschichte); в 1897 году появился второй том.
Оба тома были переведены на русский язык М. О. Гершензоном; первый в 1897 году, второй — в 1899 году.
В 1904 году был опубликован третий том, состоявший из двух книг.
С 1912 по 1927 год вышло новое, совершенно переработанное и значительно расширенное второе издание «Греческой истории» Белоха, состоявшее из четырёх томов, каждый из двух книг.

## Научные труды
- Der italische Bund unter Roms Hegemonie. Staatsrechtliche und statistische Forschungen. Lpz., 1880;
- Die attische Politik seit Perikles. Lpz., 1884; Die Bevölkerung der griechisch-römischen Welt. Lpz., 1886;
- Griechische Geschichte. 2. Aufl. B., 1912—1927. Bd 1-4;
- Römische Geschichte bis zum Beginn der punischen Kriege. B.; Lpz., 1926;
- Bevölkerungsgeschichte Italiens. B.; Lpz., 1937—1961. Bd 1-3.

переводы на русски язык
- Белох Ю. Греческая история. 2-е изд. М., 1905. Т. 1-2;
- Белох Ю. Греческая история в 2-х томах. Т. 1. Кончая софистическим движением и Пелопоннесской войной. / Пер. с нем. М. О. Гершензона. — 3-е изд. / под ред. и со вступ. ст. Ю. И. Семёнова. — М.: Государственная публичная историческая библиотека России, 2009. — 512 с.
- Белох Ю. Греческая история в 2-х томах. Т. 2. Кончая Аристотелем и завоеванием Азии. / Пер. с нем. М. О. Гершензона. — 3-е изд. /под ред. и со вступ. ст. Ю. И. Семёнова. — М.: Государственная публичная историческая библиотека России, 2009. — 474 с. — ISBN 978-5-85209-215-1.